# Tim Wielandt
Tim Wielandt (* 6. März 1974 in Luzern) war der Mister Schweiz von 2007 und der Nachfolger von Miguel San Juan.

## Leben
Wielandt absolvierte von 1991 bis 1995 eine Ausbildung zum Elektroniker und Marketingplaner. Später war er von 2000 bis 2003 Marketingleiter einer Softwarefirma in Luzern. 2006 begann Tim Wielandt ein Studium im Fach Interaction Design an der Zürcher Hochschule der Künste. Nebenbei arbeitete Wielandt als Model.
Im April 2007 wurde er zum Mister Schweiz gewählt. Er setzte sich in einer TV-Show in Genf, welche von den Schweizer Fernsehprogrammen aller Sprachregionen übertragen wurde, gegen 14 weitere Kandidaten aus der Schweiz durch.
Tim Wielandt lebt in Meggen im Kanton Luzern und ist seit 2009 verheiratet. 2009 kam Tochter Malou Valentina zur Welt, 2011 Tochter Filiz Malena.